# La Gineta Club de Fútbol
La Gineta Club de Fútbol es un equipo de fútbol español localizado en La Gineta, Castilla-La Mancha. Fundado en 1992, actualmente milita en 1ª Autonómica Preferente G1 Disputa los partidos como local en el Estadio San Martín, con una capacidad de 1.000 espectadores.

## Temporadas
| Temporada | Categoría | División      | Posición | Copa del Rey |
| --------- | --------- | ------------- | -------- | ------------ |
| 1992-02   | 5         | Regional      | —        |              |
| 2002/03   | 5         | 1ª Aut. Pref. | 9.º      |              |
| 2003/04   | 5         | 1ª Aut. Pref. | —        |              |
| 2004/05   | 5         | 1ª Aut. Pref. | —        |              |
| 2005/06   | 5         | 1ª Aut. Pref. | —        |              |
| 2006/07   | 5         | 1ª Aut. Pref. | —        |              |
| 2007/08   | 5         | 1ª Aut. Pref. | —        |              |
| 2008/09   | 5         | 1ª Aut. Pref. | 2.°      |              |
| 2009/10   | 4         | 3.ª           | 13.º     |              |
| 2010/11   | 4         | 3.ª           | 9.º      |              |
| 2011/12   | 4         | 3.ª           | 18.°     |              |
| 2012/13   | 5         | 1ª Aut. Pref. | 1.°      |              |
| 2013/14   | 4         | 3.ª           | 8º       |              |

- 3 temporadas en Tercera División